# Rachel Kealaonapua O'Sullivan
Rachel Kealaonapua O'Sullivan (n. 3 noiembrie 1950, Territory of Hawaii⁠(d), SUA) este o săritoare în apă ce a reprezentat Statele Unite ale Americii, medaliată olimpică. A participat la o ediție a Jocurilor Olimpice (1968) în care a câștigat o medalie de bronz.

## Participări
Lista de mai jos prezintă principalele competiții la care a participat Rachel Kealaonapua O'Sullivan de-a lungul carierei.
- diving at the 1968 Summer Olympics – women's 3 metre springboard[*]